# Aliança Renovadora Nacional
Aliança Renovadora Nacional (ARENA) foi um partido político brasileiro criado em 1965 com a finalidade de dar sustentação política à ditadura militar instituída a partir do golpe de Estado no Brasil em 1964.
No programa do partido, adotado em convenção nacional realizada em Brasília em 21 de setembro de 1975, a ARENA assim se posicionou em relação à sua criação e sua existência:

Expressão política da Revolução de Março de 1964, que uniu os brasileiros em geral, contra a ameaça do caos econômico, da corrupção administrativa e da ação radical das minorias ativistas, a ARENA é uma aliança de nosso povo, uma coligação de correntes de opinião, uma aliança nacional.
Fundada em 4 de abril de 1966, a ARENA era um partido político predominantemente conservador. A sua criação se deu em decorrência do Ato Institucional Número Dois, de 27 de outubro de 1965, e do Ato Complementar nº 4, de 20 de novembro de 1965. Ambos foram baixados pelo regime militar e terminaram com o pluripartidarismo existente no Brasil. Assim, foram extintos os 13 partidos políticos legalizados no País e determinada a implantação do bipartidarismo. Seus membros e eleitores eram chamados de "arenistas".[carece de fontes?]
Em 20 de dezembro de 1979 a Lei nº 6.767 restaurou o multipartidarismo no Brasil e as associações políticas existentes foram extintas: "Ficam extintos os partidos criados como organizações, com base no Ato Complementar nº 4, de 20 de novembro de 1965, e transformados em partidos de acordo com a Lei nº 4.740, de 15 de julho de 1965, por não preencherem, para seu funcionamento, os requisitos estabelecidos nesta Lei".
Mesmo assim, a lei proibia "coligações com outros partidos para as eleições à Câmara dos Deputados, às Assembleias Legislativas e Câmaras Municipais" e a "arregimentação de filiados ou adeptos, com base em (...) sentimentos de classe". Os partidos permitidos seriam os que contassem com "10% de representantes do Congresso Nacional".
A ARENA foi rebatizada Partido Democrático Social (PDS). Mais tarde, um grupo de políticos do PDS abandonou o partido e formou a "Frente Liberal", a qual, depois, tornou-se o Partido da Frente Liberal (PFL), atual UNIÃO.  O PDS, posteriormente, fundiu-se com o Partido Democrata Cristão (PDC), formando o  Partido Progressista Renovador (PPR), que se fundiu com o Partido Progressista (PP), formando o Partido Progressista Brasileiro (PPB), que hoje se chama Progressistas (PP).
O bipartidarismo gerou, no Brasil, de 1966 a 1979, duas correntes políticas, a situacionista formada pela ARENA e a corrente oposicionista formada pelo Movimento Democrático Brasileiro (MDB). A ARENA era chamada de "A situação" e o MDB de "A oposição".[carece de fontes?]
A logotipo da ARENA representa uma pessoa de braços abertos dentro de um círculo tricolor (Verde, amarelo e azul).

## Histórico

### 1964 – O início do Regime Militar
Na tumultuada cena política de 1964, militares de baixa patente, em especial da Marinha e da Aeronáutica, declaravam seu apoio, em manifestações públicas, aos atos, atitudes e leis de caráter esquerdista do presidente da república João Goulart. Goulart planejava realizar reformas de base, entre elas, a bancária, universitária, eleitoral e agrária. Preocupadas com a possível instauração de um regime de inspiração comunista no Brasil, as elites se mobilizaram para evitar que Goulart continuasse no poder; visando enfraquecer o então presidente, foi adotado o regime parlamentarista, entre 1961 e 1962. Em 1963, após plebiscito, o regime presidencialista foi restabelecido. No ano seguinte, Jango propôs reformas constitucionais que permitiram o controle das remessas de dinheiro ao exterior e o voto dos analfabetos, maioria da população.
Um discurso de Jango na Central do Brasil, o qual determinava a reforma agrária e a nacionalização das refinarias estrangeiras de petróleo foi um dos estopins para o golpe. Em reação, no dia 19 de março, seis dias após o comício da Central do Brasil, foi realizada a "Marcha da Família com Deus pela Liberdade", organizada por setores da imprensa, a maioria cristã e o empresariado e da direita.[carece de fontes?]
Um decreto que provocou reação nos setores mais conservadores e contribuiu para a derrubada de João Goulart, foi o de nº 53.700, de 13 de março de 1964, revogado por Ranieri Mazzilli, em 9 de abril de 1964, que dizia:

 Declara de interesse social para fins de desapropriação as áreas rurais que ladeiam os eixos rodoviários federais, os leitos das ferrovias nacionais, e as terras beneficiadas ou recuperadas por investimentos exclusivos da União em obras de irrigação, drenagem e açudagem, atualmente inexploradas ou exploradas contrariamente à função social da propriedade, e dá outras providências.
No dia 31 de março, movimentações militares em Minas Gerais e São Paulo forçaram João Goulart a sair de Brasília para Porto Alegre, em 2 de abril; Ranieri Mazilli assumiu o cargo de presidente interinamente.[carece de fontes?]
Então, no dia 2 de abril de 1964, o presidente do Congresso Nacional, Senador Auro Soares de Moura Andrade declara vago o cargo de presidente e o vice-presidente da república do Brasil, na sequência de um movimento armado, iniciado em 31 de março, e que contou com apoio da maioria dos governadores dos estados. O General Mourão Filho, que desencadeou o golpe em 31 de março de 1964, declarou que o presidente João Goulart fora afastado do poder porque abusava deste, e que os militares iriam defender a Constituição.[carece de fontes?]
O presidente foi oficialmente deposto na edição do AI-1, em 9 de abril.
Assumiram o poder militares liderados pelo general Humberto de Alencar Castelo Branco, que se tornou presidente da república em 15 de abril de 1964. Os militares mantiveram os 13 partidos políticos existentes e o Congresso Nacional funcionando.  Esse governo militar intitulou sua chegada ao poder de Revolução de 31 de março de 1964 (nome dado oficialmente pelo Ato Institucional AI-1 e mantido nos demais atos institucionais), e declarou ter, essa "revolução", o objetivo de acabar com a subversão e a corrupção. Foram mantidas, a princípio, as eleições presidenciais marcadas para 3 de outubro de 1965, porém sem a presença de candidatos da extrema esquerda, pois Leonel Brizola e outros líderes esquerdistas tinham perdido seus direitos políticos e foram exilados.[carece de fontes?]
Após o golpe de 1964, seus líderes o definiram como sendo um "golpe legalista", ou "Contra-revolução democrática". Cassaram os direitos políticos dos políticos de esquerda e liberais, porém buscaram apoio nos partidos políticos para terem sustentação no Congresso Nacional.[carece de fontes?]
Durante as negociações que resultaram no golpe militar de 1964, Costa e Silva, que aderira na última hora ao movimento, tinha desempenhado o papel de coordenador das tropas militares na cidade do Rio de Janeiro, e, após o desenlace do golpe, Costa e Silva assumiu o ministério da Guerra e fez gradativamente crescer sua influência até se tornar o principal representante da linha dura do Exército que desejava um endurecimento maior do regime militar. Costa e Silva foi o segundo presidente da república do regime militar sucedendo a Humberto de Alencar Castelo Branco.[carece de fontes?]
Excetuando-se Costa e Silva e alguns outros militares legalistas, a grande maioria dos militares de alta patente que participaram do golpe de Estado no Brasil em 1964 tinham experiência revolucionária, tendo sido membros do tenentismo e participantes da Revolução de 1930, como Humberto de Alencar Castelo Branco, Emílio Garrastazu Médici e Geisel que chegaram à presidência da república, e também eram ex-tenentes de 1930: Cordeiro de Farias, Eduardo Gomes, Juraci Magalhães e Juarez Távora.[carece de fontes?]

### As eleições estaduais de 1965
Em 3 de outubro de 1965 realizaram-se eleições diretas de Governador e Vice-Governador em onze estados. A eleição para o cargo de Presidente da República, apesar de já estar marcada, não foi realizada. O mandato do presidente Castelo Branco foi prolongado até 15 de março de 1967. A esta altura, grande parte do entusiasmo popular inicial pelo Golpe de Estado de 1964 tinha diminuído e a classe média brasileira dos grandes centros urbanos ficara em situação financeira difícil por causa do achatamento salarial resultante do combate à inflação feito em 1964 e em 1965.[carece de fontes?]
Apesar do veto a determinados candidatos por parte da chamada "linha dura das forças armadas", a oposição triunfou nos estados de Guanabara, Mato Grosso, Minas Gerais, Rio Grande do Norte e Santa Catarina, e saíram vitoriosos os políticos do PSD (Francisco Negrão de Lima, Pedro Pedrossian, Israel Pinheiro da Silva, Walfredo Dantas Gurgel e Ivo Silveira, respectivamente). No caso de Francisco Negrão de Lima e Israel Pinheiro da Silva, ambos eram ligados ao ex-presidente da república cassado Juscelino Kubitschek, o que preocupou o grupo que pregava a implantação de um regime político autoritário.[carece de fontes?]

### O AI-2 e a criação da ARENA e do MDB
Sob a pressão desse grupo linha-dura ligada a Costa e Silva, e, em virtude da derrota do governo militar nas eleições de 1965 na Guanabara e em Minas Gerais, o presidente Castello Branco baixou o AI-2, em 27 de outubro de 1965, logo após as eleições de 3 de outubro de 1965. Constava, nesse Ato Institucional, a extinção do pluripartidarismo, com a extinção dos 13 partidos políticos existentes no Brasil.[carece de fontes?]
Dizia o AI-2, no seu artigo 18: "Ficam extintos os atuais Partidos Políticos e cancelados os respectivos registros", Parágrafo único - Para a organização dos novos Partidos são mantidas as exigências da Lei nº 4.740 (Lei Orgânica dos Partidos Políticos), de 15 de julho de 1965, e suas modificações".[carece de fontes?]
Em seguida ao AI-2, foi baixado o Ato complementar nº 4 de 20 de novembro de 1965, que dizia:[carece de fontes?]
"O Presidente da República, no uso das atribuições que lhe são conferidas pelo art. 30 do Ato Institucional nº 2, resolve baixar o seguinte Ato Complementar: Art. 1º Aos membros efetivos do Congresso Nacional, em número não inferior a 120 deputados e 20 senadores, caberá a iniciativa de promover a criação, dentro do prazo de 45 dias, de organizações que terão, nos termos do presente Ato, atribuições de partidos políticos enquanto estes não se constituírem."
Como a Câmara dos Deputados só dispunha de 350 deputados, matematicamente, só era possível formarem um máximo de 2 partidos políticos. O mesmo para o Senado Federal que tinha apenas 66 senadores.[carece de fontes?]
O AI-2, o Código Eleitoral de 15 de julho de 1965, o Ato Complementar nº 4 de 20 de novembro de 1965, (alterado pelo Ato complementar nº 7, de 31 de janeiro de 1966, e pelo Ato Complementar nº 29, de 26 de dezembro de 1966), e a lei orgânica dos partidos políticos (lei nº 4.740 de 15 de julho de 1965, substituída, em 21 de julho de 1971, pela lei nº 5.682), e que dispunham sobre a organização dos partidos políticos, criaram grandes empecilhos para a formação de partidos políticos no Brasil.[carece de fontes?]
Na prática, somente foi possível formalizar mais uma legenda além da legenda governista, a ARENA (criada em 4 de abril de 1966), que apoiava o regime militar. Foi criado, então, o MDB que faria oposição ao regime militar e cujos membros eram chamados de "emedebistas". Houve a tentativa por parte de Pedro Aleixo de tentar viabilizar uma terceira legenda, o PDR - Partido Democrático Republicano, mas foi em vão.[carece de fontes?]
A "Lei Orgânica dos Partidos Políticos", lei nº 5.682 de 1971, no seu artigo 7º, o qual vigorou até 1979, dizia: Só poderá pleitear sua organização, o Partido Político que conte, inicialmente, com 5% (cinco por cento) do eleitorado que haja votado na ultima eleição geral para a Câmara dos Deputados, distribuídos em 7 (sete) ou mais Estados, com o mínimo de 7% (sete por cento) em cada um deles.[carece de fontes?]
A ARENA, cujo primeiro presidente foi o senador gaúcho e udenista Daniel Krieger, foi formada com políticos vindos dos partidos extintos, especialmente o Partido Social Democrático, da UDN de Carlos Lacerda, de membros do PL de Raul Pilla, do PSP de Ademar de Barros, do PR que fora fundado pelo ex-presidente Artur Bernardes, do PRP de Plínio Salgado e do PDC.[carece de fontes?]
A maioria dos líderes municipais nordestinos e dos políticos tradicionais do sul e de São Paulo se filiou à ARENA. Em Santa Catarina, por exemplo, a tradicional família de políticos, os Konder Reis, ingressou na ARENA. Na Guanabara, a maior parte dos lacerdistas se abrigou no MDB, após o episódio da Frente Ampla, apesar de lacerdistas radicais como Sandra Cavalcanti e Amaral Netto entrarem para ARENA. Por seu lado o MDB abrigou muitos políticos oriundos do antigo PTB, do PSD e do clandestino e ilegal PCB.[carece de fontes?]

### As questões sobre a história da ARENA
Apesar do grande volume de estudos acerca do governo militar no Brasil (1964-1985) pouco se sabe sobre a ARENA. Esta teve grande atuação no período, porém, escassamente abordada.[carece de fontes?]
Muitas são as lacunas que permaneceram em relação a história da ARENA devido à falta ou destruição de documentos ou mesmo pela inexistência desses devida a censura imposta ao Brasil, ou mesmo por falta de interesse dos historiadores. Ficam, portanto, dúvidas históricas sobre:[carece de fontes?]
- A formação da ARENA;[carece de fontes?]
- Os fatores que levaram muitos políticos a apoiar a ditadura militar através da ARENA;[carece de fontes?]
- O grau de influência dos militares sobre os políticos da ARENA;[carece de fontes?]
- O grau de influência dos políticos da ARENA sobre os militares;[carece de fontes?]
- Como os ex-membros do PSD (os pessedistas) e os ex-membros da UDN (os udenistas) se relacionavam dentro da ARENA;[carece de fontes?]
- Como a ARENA se posicionava frente ao conflito entre o grupo de militares "linha-dura" e o grupo "castelista" (os seguidores do presidente Castelo Branco);[carece de fontes?]
- Até qual ponto os membros da ARENA eram militares e políticos simultaneamente;[carece de fontes?]
- Quais foram os verdadeiros motivos do governo militar em adotar um sistema bipartidário;[carece de fontes?]
- Os motivos da adesão da grande maioria da UDN à ARENA;[carece de fontes?]
- O que levou os ademaristas a aderirem à ARENA, considerando que Ademar de Barros fora cassado pelos militares;[carece de fontes?]
- Quais correntes ideológicas permearam o estatuto e o programa da ARENA, e o quanto os influenciaram;[carece de fontes?]
- Como os políticos tradicionais influíram no programa revolucionário dos militares;[carece de fontes?]
- Se a ARENA era ou não um partido independente em relação ao governo militar.[carece de fontes?]

### O programa da ARENA de 1976
O último programa de partido político que a ARENA teve foi aprovado por convenção nacional de seus filiados, em 1976, tendo Jarbas Passarinho como relator-geral, e tinha entre seus principais itens:
- A busca de uma democracia representativa, repúdio à corrupção, apoio à soberania nacional, à integridade territorial, à integração nacional e ao desenvolvimento econômico com paz social.[carece de fontes?]
- A opção pela economia de mercado e pelo crescimento econômico acelerado, apoio à correção dos desequilíbrios setoriais e regionais, à ocupação da Amazônia e à reforma agrária.[carece de fontes?]

## Conceito de bipartidarismo

### O bipartidarismo no Brasil
Durante a ditadura militar (1964-1985), existiam, de 1966 a 1979, oficialmente, apenas a ARENA, base de sustentação do regime militar, e o MDB, oposição tolerável ao regime, sendo todos os demais partidos políticos proibidos.
O governo militar extinguiu partidos políticos em 1966, através do artigo 18 do AI-2, que veiculava que "Ficam extintos os atuais Partidos Políticos e cancelados os respectivos registros".
A organização dos dois novos partidos ocorreu no Congresso Nacional, sem sua organização pela sociedade. Assim, em 1966, o bipartidarismo foi implantado.
Uma característica do bipartidarismo no país foi o voto ser "plebiscitário", ou seja, vota-se contra ou a favor o governo federal, conforme sua popularidade no momento da eleição, e não propriamente nos partidos políticos e candidatos.[carece de fontes?]

## A força da ARENA, as leis eleitorais e o "Caso Marcito"
A ARENA elegeu todos os presidentes da República que se candidataram pela legenda - de Costa e Silva a João Figueiredo. A ARENA também conseguiu fazer a maioria das cadeiras na Câmara dos Deputados em todas as eleições que disputou: 1966, 1970, 1974 e 1978.[carece de fontes?]
Elegeu, também, todos os Governadores de Estado em todo o período, exceto no Estado da Guanabara em 1970 e no Estado do Rio de Janeiro em 1978 - em ambas as ocasiões, o eleito foi Chagas Freitas, do MDB. Os territórios (Rondônia, Amapá, Roraima e Fernando de Noronha) eram governados por militares, assim como, na maior parte do tempo, o Distrito Federal, e, muitos municípios considerados "Área de segurança nacional", tinham seus prefeitos nomeados, não eleitos.[carece de fontes?]
A ARENA também manteve, em todo o período militar, maioria no Congresso Nacional, graças a sua forte presença nos pequenos municípios, e por ter sido beneficiada diretamente por leis eleitorais, como a reforma política chamada de Pacote de Abril de 1977, e outras leis, que aumentaram a representação dos pequenos estados no Congresso Nacional, garantindo a eles, um mínimo de 8 vagas na Câmara dos Deputados. O "Pacote de Abril" (termo cunhado pelo Arcebispo de Olinda e Recife D. Helder Câmara) criou o "senador biônico", (através da Emenda Constitucional nº 8 de 14 de abril de 1977). O "senador biônico" seria eleito indiretamente. Assim, em 1978, havendo duas vagas a serem disputadas em cada estado, um senador era eleito em eleições diretas e o segundo era eleito por um colégio eleitoral composto pelos "membros da respectiva Assembleia Legislativa e de delegados das Câmaras Municipais do respectivo estado", forma idêntica a ser usada na escolha do governador de estado, cuja eleição voltou a ser indireta. O apelido "biônico" foi tirado da série de televisão mais popular da época: O Homem Biônico.[carece de fontes?]
A fusão do Estado do Rio de Janeiro com o Estado da Guanabara em 1975, e a criação do Mato Grosso do Sul em 1978, foram apontados como expedientes que ajudaram o partido governista, a ARENA, a se fortalecer. Assim, com a criação do estado do Mato Grosso do Sul, criou-se mais 8 vagas de deputado federal e de 3 senadores em estado pequeno, e, com a extinção da Guanabara,  desapareceram as vagas de senadores e deputados federais em um estado francamente emedebista.[carece de fontes?]
A primeira e mais grave discordância entre parte da ARENA e o governo militar se deu, em 1968, no chamado "Caso Marcito", quando o governo Costa e Silva pediu autorização à Câmara dos Deputados para processar o deputado do MDB Márcio Moreira Alves. Muitos deputados federais arenistas votaram contra a autorização para se processar o deputado "Marcito". A resposta do governo foi o AI-5 e o fechamento do Congresso Nacional em dezembro de 1968. Este só foi reaberto em outubro de 1969 porque o novo presidente Emílio Garrastazu Médici exigiu que o Congresso Nacional fosse reaberto para sua cerimônia de juramento e posse na presidência da república.[carece de fontes?]

## Principais líderes da ARENA
Vários líderes arenistas já eram importantes próceres políticos do Brasil em 1964, como Auro de Moura Andrade, José Maria Alkmin, Filinto Müller, Vitorino Freire, Gustavo Capanema, Gilberto Marinho, Benedito Valadares e Armando Falcão, oriundos do PSD e José de Magalhães Pinto, José Sarney, Roberto Costa de Abreu Sodré, Adauto Lúcio Cardoso, Aureliano Chaves, Herbert Levy, José Bonifácio Lafayette de Andrada, Rondon Pacheco e Pedro Aleixo, oriundos da UDN.[carece de fontes?]
Tidos como grandes articuladores políticos, a ARENA teve, em seus quadros, Petrônio Portela, Flávio Marcílio, Célio Borja, Marco Maciel e Prisco Viana. Abrigou também tradicionais políticos nordestinos como Teotônio Vilela (que passou depois para o PMDB), Arnon Melo, Luís Viana Filho e Dinarte Mariz.[carece de fontes?]
Também fizeram parte da ARENA, nomes da iniciativa privada (muitas vezes articulados politicamente por meio de entidades de classe, como as associações comerciais), como o banqueiro Olavo Setúbal, prefeito de São Paulo de 1975 a 1979, o diretor bancário e de futebol Laudo Natel, que fora vice-governador de Ademar de Barros, e do administrador de empresas e engenheiro Paulo Egydio Martins, ambos foram governadores do estado de São Paulo.[carece de fontes?]
Pertenceram à ARENA, juristas como o citado Célio Borja, Manoel Gonçalves Ferreira Filho e Orlando Zancaner, além do ex-governador de São Paulo e ministro da Fazenda do governo João Goulart, Carvalho Pinto.[carece de fontes?]
Alguns eram militares reformados como os "3 coronéis de Ceará": César Cals, José Adauto Bezerra e Virgílio Távora. Também eram militares reformados: Jarbas Passarinho e Ney Braga. Tiveram também grande influência na ARENA políticos do estilo "tocador de obra" como Paulo Maluf, Hélio Garcia e Antônio Carlos Magalhães. Outros eram tidos como técnicos experientes, (na época, chamados pejorativamente, pela esquerda, de "tecnocratas"), como Antônio Delfim Netto, Roberto Campos e Mário Henrique Simonsen.[carece de fontes?]
Continuam em atividade política até hoje José Sarney e Paulo Maluf, entre outros.[carece de fontes?]

## A ARENA nas eleições de 1966 a 1978
A estreia da ARENA, em eleições diretas, se deu, em 15 de novembro de 1966, quando o MDB elegeu apenas 4 senadores e a ARENA os demais. Para a Câmara dos Deputados, a ARENA elegeu 277 deputados e o MDB 132.[carece de fontes?]
Nas eleições para prefeituras e câmaras de vereadores no Brasil, em 1968, a ARENA saiu vencedora contra o seu rival MDB. Em 1970, a ARENA teve sua maior vitória, elegendo o MDB apenas os três senadores do Estado da Guanabara, os dois do estado do Rio de Janeiro e Franco Montoro em São Paulo. Essa eleição ocorreu na época do "Milagre Econômico" do presidente Médici. Os líderes do MDB chegaram a pensar na dissolução do partido que quase não teve a votação mínima (20%) para poder continuar existindo. O primeiro presidente do MDB, senador Oscar Passos, que não conseguiu se reeleger senador, em 1970, renunciou ao cargo de presidente do MDB, e passou o comando do MDB ao deputado Ulisses Guimarães.[carece de fontes?]
Em 15 de novembro de 1972, a ARENA vence as eleições municipais na maioria dos municípios. A ARENA tinha diretórios em todos os municípios brasileiros, e, em muitos municípios, apresentava candidato único, ou apresentava sublegendas (até 3) permitidas pela lei eleitoral, lançando 2 ou três candidatos a prefeito no mesmo município, o que acomodava as diversas correntes do partido. Assim, em um município paulista, os janistas (seguidores de Jânio Quadros), podiam usar a ARENA-1 e os ademaristas (ex-membros do PSP de Ademar de Barros) lançarem um candidato pela ARENA-2. As sublegendas foram instituídas, em 29 de novembro de 1966, pelo Ato Complementar nº 26.[carece de fontes?]
O líder ademarista Mário Beni calculou que, em 1972, 65% dos prefeitos eleitos em São Paulo eram oriundos do PSP de Ademar de Barros, e, na sua maioria, estando abrigados na ARENA.[carece de fontes?]
Em 1973, ocorre a crise do petróleo, a alta dos preços e a inflação. A ARENA sofre, então, sua maior derrota nas eleições de 15 de novembro de 1974.[carece de fontes?]
A derrota da Arena em 1974 foi inesperada: O MDB temendo nova derrota eleitoral em 1974, como aquela sofrida em 1970, não se arriscou a lançar seus líderes mais importantes como candidatos ao Senado Federal, colocando-os como candidatos à Câmara dos Deputados onde a eleição era menos disputada. Assim, Ulisses Guimarães não se candidatou ao Senado, nem Tancredo Neves, nem Thales Ramalho, abrindo espaço para jovens políticos como o prefeito de Campinas Orestes Quércia, o prefeito de Juiz de Fora Itamar Franco e o também jovem Marcos Freire, que acabaram sendo eleitos senadores por São Paulo, Minas Gerais e Pernambuco respectivamente. Em 1974, o MDB elegeu 17 senadores e a ARENA apenas 6, estando em disputa, apenas uma vaga de senador em cada estado.[carece de fontes?]
Para as eleições de 1974, o presidente Geisel liberou os debates na televisão, e, em São Paulo, onde a televisão já atingia quase todos os municípios, o histórico debate entre Orestes Quércia e o candidato da ARENA ao Senado, o ex-governador Carvalho Pinto, tido como franco favorito, foi decisivo para a vitória do MDB.[carece de fontes?]
Isso fez com que Geisel voltasse atrás, e, pela Lei Falcão, (lei nº 6.339, de 1 de julho de 1976), nas eleições de 1978, os candidatos podiam apenas apresentar sua fotografia na televisão. O MDB teve a maioria dos votos em 1978, mas continuou em minoria no Congresso Nacional, especialmente pela força que a ARENA tinha nos pequenos municípios. Isto fez com que o MDB, (chamado, depois de 1980, de PMDB), usasse, a partir de então, a estratégia de atrair arenistas para seus quadros. Assim, em 1982, o PMDB venceu a eleição para governador de Minas Gerais por ter tido como vice na chapa de Tancredo Neves, o ex-arenista Hélio Garcia, profundo conhecedor das pequenas cidades mineiras.[carece de fontes?]
Essa força da ARENA nos pequenos municípios levou o então presidente nacional do partido, Francelino Pereira, a classificar a ARENA como "o maior partido político do ocidente", e levou Tancredo Neves a chamar os pequenos municípios onde a ARENA sempre ganhava de "grotões".[carece de fontes?]
Ainda em 1978, a ARENA, pela primeira vez, diz não à indicação, por um presidente da república, de um candidato a governador de estado. Em São Paulo, o indicado pelo presidente Geisel para ser escolhido como governador, por um colégio eleitoral de acordo com as regras do "Pacote de Abril", havia sido o ex-governador de São Paulo Laudo Natel. Porém, o ex-prefeito de São Paulo, o ademarista Paulo Salim Maluf, com ostensivo e paciente trabalho de cooptação do apoio de delegados arenistas, vence a convenção da ARENA e é indicado pela ARENA candidato a governador, e é eleito governador com amplo apoio dos ademaristas da ARENA.[carece de fontes?]
A ARENA, geralmente, tinha um discurso de valorização do desenvolvimento econômico e fazendo sempre referências às obras realizadas pelo governo militar, enquanto o MDB reclamava do custo de vida e pedia abertura política. Como se dizia que a ARENA apoiava o governo em tudo, a ARENA recebeu o apelido de "O Partido do Sim Senhor", enquanto o MDB, por ser contra tudo que o governo militar fazia, era chamado, pelos arenistas, de "O Partido do Não". O MDB chegou a se opor à construção da Usina Hidrelétrica de Itaipu, chamada, por Franco Montoro, de "obra faraônica".[carece de fontes?]

## De ARENA ao Partido Progressista e os Democratas
A nova lei orgânica dos partidos políticos, lei nº 6.767, de 20 de dezembro de 1979, que diminuiu as exigências para a criação de partidos políticos no Brasil, permitindo que ressurgisse o pluripartidarismo, impôs a obrigação de as agremiações políticas fazerem constar em seu nome, obrigatoriamente, a palavra "partido". Acreditam muitos que essa norma foi uma forma que o governo militar encontrou para tentar acabar com o antigo Movimento Democrático Brasileiro (MDB), que fazia oposição ao regime militar e estava muito forte naquele momento. O MDB passou então a chamar PMDB, e o desgastado nome ARENA desapareceu, surgindo o PDS, nome inspirado no SPD alemão que estava no poder, naquela época, na antiga Alemanha Ocidental, país de origem da família do presidente Geisel.[carece de fontes?]
O PDS, posteriormente alterou seu nome para Partido Progressista Renovador (PPR), depois para Partido Progressista Brasileiro (PPB), Partido Progressista (PP) e hoje Progressistas (PP).[carece de fontes?]
Logo após a volta do pluripartidarismo, em 12 de fevereiro de 1980, foi criado o Partido Popular (PP), formado por ex-arenistas e ex-emebistas, liderados por José de Magalhães Pinto e Tancredo Neves. Esse partido não chegou a disputar eleições, foi incorporado ao PMDB em 20 de dezembro de 1981. Seus líderes tomaram a decisão de extinguir o PP porque as novas leis eleitorais, aprovadas em 1981, para regularem as eleições de 1982, tornavam difíceis a atuação dos pequenos partidos políticos.[carece de fontes?]
Nas eleições de 1982, o PDS conseguiu fazer a maioria das cadeiras no Congresso Nacional e no colégio eleitoral destinado a eleger o novo presidente da república em 15 de janeiro de 1985. Em 15 de novembro de 1982, o PDS elegeu 12 dos 22 governadores de estado.[carece de fontes?]
Em 1984, o deputado federal Paulo Maluf, ex-governador de São Paulo, venceu a disputa interna contra o ministro do Interior Mário Andreazza, e foi escolhido para ser o candidato do PDS à presidência da República e enfrentar Tancredo Neves (PMDB), no Colégio Eleitoral, em 15 de janeiro de 1985. Os rebelados do partido, liderados pelo vice-presidente da República, Aureliano Chaves, e pelos senadores Marco Maciel e Jorge Bornhausen, entre outros, criaram uma ala dentro do PDS chamada Frente Liberal, que viria a ser o embrião do PFL (Hoje União Brasil). Com o apoio da Frente Liberal, Tancredo Neves foi eleito presidente da república. O vice-presidente de Tancredo Neves foi José Sarney, que havia sido presidente do PDS.[carece de fontes?]
Em 2007, o PFL mudou seu nome para Democratas, inspirados no Partido Democrata dos EUA.[carece de fontes?]
Em 2008, o PP, Partido Progressista, sucessor da ARENA, continuava sendo um partido forte nos pequenos municípios como a ARENA o era, obtendo o terceiro lugar, no ranking do TSE dos partidos que elegeram um maior número de prefeitos: O MDB elegeu, em 2008, 1200 prefeitos, o PSDB 784, e o PP 547 prefeitos. O DEM obteve 497 prefeituras. Juntos PP e DEM, que antes compunham a antiga ARENA, elegeram um total de 1044 prefeitos de um total de 5562 prefeituras. Portanto, atualmente, os sucessores da ARENA, PP e DEM, governam 18,8% dos municípios brasileiros.[carece de fontes?]

## Presidentes do Brasil
| N.º | Nome                    | Retrato | Origem            | Período dos mandatos                         |
| --- | ----------------------- | ------- | ----------------- | -------------------------------------------- |
| 1º  | Humberto Castelo Branco |         | Ceará             | 15 de abril de 1964 - 15 de março de 1967    |
| 2º  | Artur da Costa e Silva  |         | Rio Grande do Sul | 15 de março de 1967 - 31 de agosto de 1969   |
| 3º  | Emílio Médici           |         | Rio Grande do Sul | 30 de outubro de 1969 - 15 de março de 1974  |
| 4º  | Ernesto Geisel          |         | Rio Grande do Sul | 15 de março de 1974 - 15 de março de 1979    |
| 5º  | João Figueiredo         |         | Rio de Janeiro    | 15 de março de 1979 - 20 de dezembro de 1979 |

|                                               |  |                                               | Partido Social Liberal (PSL) 1994–2022    | Partido Social Liberal (PSL) 1994–2022          |  | União Brasil (UNIÃO) 2022–presente              | União Brasil (UNIÃO) 2022–presente  | União Brasil (UNIÃO) 2022–presente |
| Aliança Renovadora Nacional (ARENA) 1966–1979 |  | Partido da Frente Liberal (PFL) 1985–2007     | Partido da Frente Liberal (PFL) 1985–2007 | Democratas (DEM) 2007–2022                      |  | União Brasil (UNIÃO) 2022–presente              | União Brasil (UNIÃO) 2022–presente  | União Brasil (UNIÃO) 2022–presente |
| Aliança Renovadora Nacional (ARENA) 1966–1979 |  | Partido Democrático Social (PDS) 1980–1993    |                                           | Partido Progressista Reformador (PPR) 1993–1995 |  | Partido Progressista Brasileiro (PPB) 1995–2003 | Partido Progressista (PP) 2003–2017 | Progressistas (PP) 2017–presente   |
|                                               |  | Partido Democrata Cristão (PDC) 1985–1993     |                                           | Partido Progressista Reformador (PPR) 1993–1995 |  | Partido Progressista Brasileiro (PPB) 1995–2003 | Partido Progressista (PP) 2003–2017 | Progressistas (PP) 2017–presente   |
|                                               |  | Partido Social Trabalhista (PST) 1988–1993    |                                           | Partido Progressista (PP) 1993–1995             |  | Partido Progressista Brasileiro (PPB) 1995–2003 | Partido Progressista (PP) 2003–2017 | Progressistas (PP) 2017–presente   |
|                                               |  | Partido Trabalhista Renovador (PTR) 1985–1993 |                                           | Partido Progressista (PP) 1993–1995             |  | Partido Progressista Brasileiro (PPB) 1995–2003 | Partido Progressista (PP) 2003–2017 | Progressistas (PP) 2017–presente   |

## Movimento de Recriação da Aliança Renovadora Nacional
Em 2012 começou no Brasil um movimento que visa a refundação da sigla extinta pelo Tribunal Superior Eleitoral (TSE) em 1980 pela Resolução n.º 10.786. O movimento foi lançado em Caxias do Sul, Rio Grande do Sul, e tomou forma nas redes sociais, sendo a sigla oficialmente fundada em 1.º de junho de 2012.  Em 13 de novembro de 2012, a estudante de direito Cibele Bumbel Baginski fez publicar no "Diário Oficial da União" o estatuto e programa da Aliança Renovadora Nacional (ARENA). A jovem assina o estatuto como presidente nacional do grupo. Atualmente, é uma organização política brasileira listada entre os partidos políticos em formação pelo TSE.